# Manuscript in een kliniek gevonden
Manuscript in een kliniek gevonden is een novelle van de Nederlandse schrijver Willem Frederik Hermans, geschreven in 1944 en voor het eerst gepubliceerd in 1950 in het tijdschrift Podium. 
De naamloze ik-verteller ligt met verband om zijn hoofd in een kliniek vanwege een explosie in zijn oor. Vanuit zijn kamer heeft hij uitzicht op een schoolplein, waar een eenzame jongen hem doet terugdenken aan zijn eigen schooltijd, twintig jaar eerder, waar hij voortdurend gepest werd. In 1953 werd de novelle opgenomen in de verhalenbundel Paranoia. Het verhaal is veel bestudeerd en behoort tot de bekendste novellen uit het oeuvre van de auteur. Dezelfde schoolperiode wordt beschreven in het autobiografische Richard Simmillion-verhaal 'De elektriseermachine van Wimshurst' uit 1967.
In de novelle is de lagere school herkenbaar die Hermans zelf doorliep. Omdat het een ik-vertelling is waarbij de ik zich als schrijver opvoert, wordt in de interpretatie van het verhaal ook het vertellen zelf en de verhaalcompositie in elf onderdelen die in niet-chronologische volgorde staan, opgevat als een handeling van de hoofdpersoon. De wijze waarop in dit verhaal het vertelperspectief wordt ingezet, staat bekend als een belangrijke stap in de ontwikkeling van de auteur. Opvallende elementen uit de constructie zijn de overeenkomsten die de ik-figuur met zowel Christus als Judas vertoont en de overeenkomsten van de school met de hel uit De goddelijke komedie van Dante. De thematiek behelst onder meer de legitimatie van een eigen werkelijkheidsconceptie, grootheidswaan en misverstanden die voortspruiten uit talig onbegrip.

## Achtergronden

### Autobiografisch
De school in Manuscript in een kliniek gevonden is gebaseerd op de lagere school die de auteur doorliep. In het gebouw zaten vier scholen, waarvan alleen de naam van de Rhijnvis Feithschool in de novelle gehandhaafd bleef. Hermans zelf bezocht de Pieter Langendijkschool en een van de andere scholen was vernoemd naar Justus van Effen. Ook de bijnaam 'Stijve Jezus' die de ik-verteller van zijn klasgenoten krijgt, is op werkelijkheid gebaseerd: Hermans werd zo genoemd omdat hij een houterig en betweterig jongetje was.
Volgens Hermans' biograaf Willem Otterspeer is de novelle een minder direct autobiografische tekening van de schoolperiode van de auteur dan de latere novelle 'De elektriseermachine van Wimshurst'. In Manuscript in een kliniek gevonden zijn elementen uitvergroot, al heeft de auteur in en interview de waarheidsgetrouwheid bevestigd van de stank van de weeskinderen en op de smerige toiletten.
In een brief aan zijn vriend Freddy de Vree schreef Hermans over Manuscript in een kliniek gevonden:
Het heeft in zoverre een autobiografische basis, dat ik eens, om mezelf gewichtiger te maken dan ik was, op mijn zesde jaar krachtig gelogen heb: ik was getuige geweest van iets wat niemand anders gezien had. Ik werd snel ontmaskerd en dit beschaamde mij zó enorm, dat ik, daardoor waarschijnlijk, een onoverwinnelijk wantrouwen heb gekregen tegen opschepperij van mezelf en een pathologische angst voor opschepperij van anderen. Zonder dat zou ik me b.v. over Weinreb wel niet zo druk gemaakt hebben, misschien.
Ook de locatie van het verhaal is bekend. In dezelfde brief staat: 'Ik heb er toen, in november 1944, ook een illustratie bij gemaakt, die feitelijk een portret van mijzelf is, op het balkon van mijn ouderlijk huis.' Deze tekening werd in 1969 opgenomen in de autobiografische publicatie Fotobiografie.